# موريلو داماساثنو
موريلو داماساثنو (بالبرتغالية: Murilo Damasceno Neto‏) هو لاعب كرة قدم برازيلي في مركز الهجوم، ولد في 10 أكتوبر 1992 في بيلو هوريزونتي في البرازيل. لعب مع نادي تشياباس.

## وصلات خارجية
- موريلو داماساثنو على موقع قاعدة بيانات كرة القدم.إي يو (الإنجليزية)
- موريلو داماساثنو على موقع Soccerway.com (الإنجليزية)